# جورج سيويل
جورج سيويل هو فلاح وسياسي أسترالي، ولد في 6 سبتمبر 1855 في Beverley, Western Australia ‏ في أستراليا، وتوفي في 8 مارس 1916 في Pingelly ‏ في أستراليا. نشط حزبياً في Western Australian National Party ‏.